# إيسمو فورستيرمانس
إيسمو فورستيرمانس (بالهولندية: Ismo Vorstermans)‏ (30 مارس 1989 بآلميره في هولندا - ) هو لاعب كرة قدم هولندي في مركز قلب الدفاع. لعب مع في في في فينلو ونادي أوترخت ونادي دوردريخت وSV Spakenburg ‏.

## وصلات خارجية
- إيسمو فورستيرمانس على موقع قاعدة بيانات كرة القدم.إي يو (الإنجليزية)
- إيسمو فورستيرمانس على موقع Soccerway.com (الإنجليزية)